# Robert François Joseph Quesnay de Saint-Germain
Pour les articles homonymes, voir Quesnay.
Robert François Joseph Quesnay de Saint-Germain est un magistrat et homme politique français né le 23 janvier 1751 à Valenciennes (Nord) et mort le 8 avril 1805 au château de Bassauges (Maine-et-Loire).

## Biographie
Petit-fils de l'économiste François Quesnay, fils de Blaise Guillaume Quesnay, inspecteur général des fourrages du Roi en Flandres, et de Catherine Robertine Josèphe d'Aiguillon, il suit ses études à Nevers, s'occupe d'agriculture avec son père, et voyage à l’étranger, où il reçoit, grâce à la célébrité de son grand-père, un accueil empressé aux cours de Karlsruhe et de Pologne. 
Secrétaire de Turgot, pendant son ministère, il est nommé conseiller à la Cour des Aides de Paris en 1776, puis président de la Cour souveraine des Gabelles à Saumur, il s'éprend des idées de la Révolution, et est nommé, en 1790, juge au tribunal de district de Saumur.
Élu, le 10 septembre 1791, député de Maine-et-Loire à l'Assemblée législative, il prend place parmi les constitutionnels, et défend la cause de la monarchie.
Rentré dans la vie privée après la session, il n'exerce de nouveau des fonctions publiques qu'après le 18 brumaire auquel il s'était rallié. Nommé, en floréal an VIII, président du tribunal civil de Saumur, il se retire, au bout de quelques années, en son château de Bassauges où il meurt.

## Publications
- Projet d'instructions et pouvoirs généraux et spéciaux à donner aux députés des Etats généraux (Paris, 1789)

## Sources
- « Robert François Joseph Quesnay de Saint-Germain », dans Adolphe Robert et Gaston Cougny, Dictionnaire des parlementaires français, Edgar Bourloton, 1889-1891 [détail de l’édition]